# Myathropa
Myathropa is een geslacht uit de familie van de zweefvliegen (Syrphidae).

## Soorten
- Myathropa florea Linnaeus, 1758 - doodskopzweefvlieg
- Myathropa usta (Wollaston, 1858)